# Фрумалес
Фрумалес (ісп. Frumales) — муніципалітет в Іспанії, у складі автономної спільноти Кастилія-і-Леон, у провінції Сеговія. Населення — 177 осіб (2010).
Муніципалітет розташований на відстані близько 120 км на північ від Мадрида, 48 км на північ від Сеговії.

## Демографія
Динаміка населення (INE ):